# Toma de Málaga (1810)

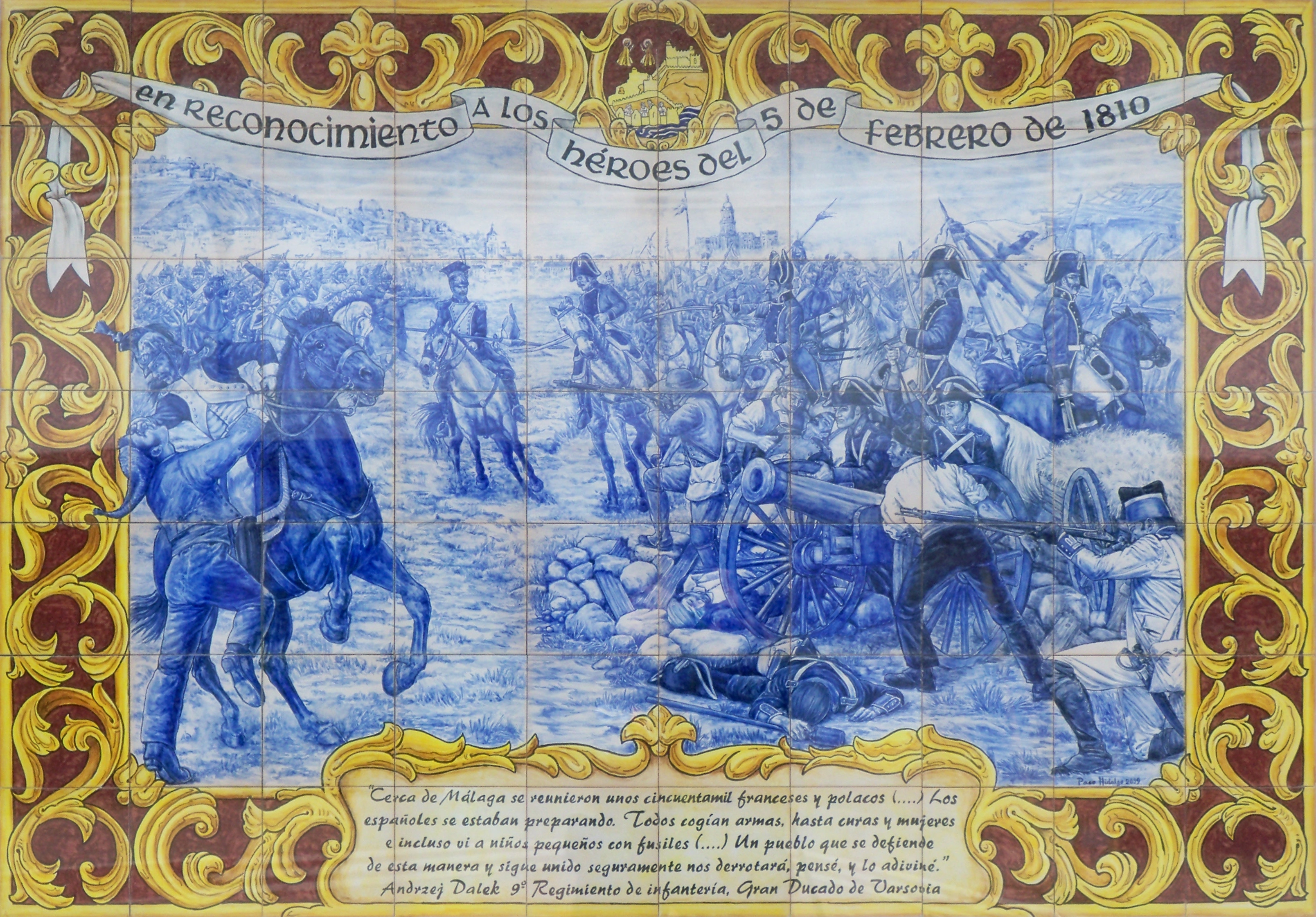
Mosaico que recrea el combate de Teatinos, uno de los acontecimientos destacados de la toma de Málaga. Obra del artesano ceramista Paco Hidalgo (2019) y ubicado en el Parque de los Héroes del Combate de Teatinos de Málaga.

El 5 de febrero de 1810 el IV Cuerpo de Ejército napoléonico del general Horace Sebastiani de la Porta, conformado también por tropas del Gran Ducado de Varsovia, se enfrentó a soldados y civiles de la ciudad de Málaga, en el marco de la invasión napoleónica de España. Tras la batalla y algunos episodios de resistencia en la ciudad, Málaga quedó sometida a las tropas imperiales de Napoleón.
Tras haber sido repelidas en la batalla de Bailén en 1808, a principios de 1810 las tropas napoleónicas vuelven a entrar en Andalucía. El general Sebastiani entra con sus soldados en Granada el 28 de enero y pocos días después, el 2 de febrero, en Antequera. 
La Junta de Málaga parece dispuesta a seguir el ejemplo de otras poblaciones de Andalucía para rendir la ciudad sin ofrecer resistencia evitando males mayores. Sin embargo, una revuelta contra la Junta dirigida por el Coronel Abello, el Padre Berrocal, los hermanos San Millán y otros da como resultado el nombramiento del primero como Capitán General, dando esperanza a los malagueños pero organizando una defensa que no estaba a la altura de las circunstancias.
El enfrentamiento se produce en Teatinos tras el fracaso de la Artillería española en el fuerte de la Boca del Asno en Antequera. Hacia las cuatro de la tarde los defensores se encuentran cara a cara con la vanguardia del ejército de Sebastiani: 2500 jinetes del general Milhaud, entre los que se encuentran los lanceros polacos. Tras instigar la rendición, los españoles responden negativamente con descargas de cañón y comienza el combate, que dura aproximadamente hasta las cinco de la tarde, aguantando una pieza de Artillería que es defendida por el llamado Escuadrón de Voluntarios Nacionales de Málaga. Abello huye y los defensores tienen que retirarse hacia la ciudad, resistiendo la Infantería española en las alturas de las ermitas. La Caballería y luego la Infantería galas acabarán entrando por la actual calle Mármoles. Una columna de jinetes avanza por la Cruz de Humilladero y un tercer contingente penetra en la ciudad por la playa. Los enfrentamientos se reanudan en las calles de la ciudad, pero la heroica resistencia de los soldados y civiles malacitanos es inútil. La ciudad es saqueada y tomada con violencia.
Tras la derrota el general Sebastiani impuso una multa de 12 millones de reales a la ciudad por ofrecer resistencia. La ocupación francesa duró dos años, hasta la evacuación napoleónica el 27 de agosto de 1812 debida a la victoria aliada en la batalla de Arapiles, en Salamanca, y el desgaste de fuerzas debido a las acciones del ejército del general Ballesteros.

## Recuerdo

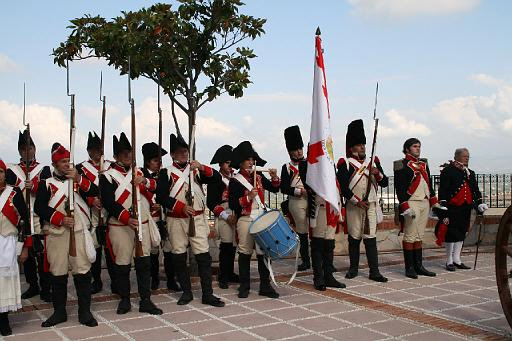
Recreación histórica del Regimiento Suizo de Reding n.º 3.

Todos los años la Asociación Histórico - Cultural "Teodoro Reding" realiza un recorrido conmemorativo por las mismas fechas en memoria de los héroes de aquel “Dos de Mayo” malagueño con sus respectivos homenajes en los puntos más importantes de la resistencia: Teatinos, la ermita de Zamarrilla, los barrios de La Trinidad y El Perchel, y la Plaza de la Constitución.
En febrero de 2010 el colectivo conmemoró el Bicentenario de la resistencia de Málaga con diversos actos conmemorativos y una magna Recreación Histórica en la que intervinieron 300 recreadores de toda España, Francia y Polonia. En aquel aniversario sus miembros sufragaron dos placas que recuerdan los actos de resistencia de 1810 en La Trinidad y El Perchel.
También a impulso de esta asociación, en febrero de 2020 se bautizó un parque de la ciudad de Málaga con el nombre «Héroes del combate de Teatinos» en recuerdo de los que participaron en la resistencia y el enfrentamiento con las tropas napoleónicas del 5 de febrero de 1810 en Teatinos. Y en este mismo parque se encuentran dos monolitos inaugurados en 2013 y 2020, respectivamente.